# Joanna Kerns
Joanna Kerns (født Joanne Crussie DeVarona 12. februar 1953 i San Francisco, Californien) er en amerikansk skuespiller og instruktør, som er bedst kendt for sin rolle som Maggie Seaver i familie-sitcom'en Growing Pains fra 1985-1992.